# Сэнкрофт, Уильям
Уильям Санкрофт (30 января 1617 года — 24 ноября 1693 года) — 79-й архиепископ Кентерберийский. (1677—1690)

## Биография
Уильям Сэнкрофт родился в поместье Уффорд Холл рядом с деревней Фрессингфилд, графство Саффолк. Первоначально обучался в школе в Бери-Сент-Эдмундс, а затем в Эммануил-колледже в Кембридже с сентября 1633 года. В 1641 году получил степень магистра искусств, пытался продолжить обучение, но был изгнан из колледжда за отказ принять Ингейджмент. Жил за границей до реставрации власти Стюартов, после чего вернулся и был избран одним из университетских проповедников. В 1663 году был номинанирован на должность декана в Йорке, а в 1664 году избран деканом собора Святого Павла. После великого лондонского пожара внёс 1400 £ на восстановление здания.
В 1668 году по представлению короля назначен архидиаконом Кентерберийским, но в 1670 году оставил этот пост. В 1677 году на конвокации Церкви Англии был избран архиепископом Кентерберийским. Наставлял умирающего короля Карла II, а затем короновал нового короля Иакова II. Впрочем, после провозглашения королём свободы совести выступил против этого указа вместе с семью епископами, после чего Сэнкрофт и его сторонники были заключены в Тауэр, однако вскоре выпущены.

### Схизма нонджуриров
После Славной Революции сперва поддержал парламент, но затем отказался присягнуть Вильгельму III и его жене Марии как королю и королеве Англии, после чего в 1690 году был смещён со своей должности. Однако несколько епископов поддержали его, так что в Церкви Англии возникло движение нонджуриров, которое начало создавать параллельную иерархию.
Сам же Сэнкрофт после отстранения уехал в родовое имение, где умер в 1693 году и был похоронен на деревенском кладбище, где до настоящего времени сохраняется его могила.

## Произведения
- Fur praedestinatus (1651)
- Modern Politics (1652)
- Three Sermons (1694)
- Nineteen Familiar Letters to Mr North (издана в 1757 году)